# 선천경반
선천경반은 지남침에 따르는 나침반의 배경이 되는 방위도이다.
주공이 지남침을 만들당시는 십이지(十二支)에 불과하였으며 이것을 선천경반이라 칭한다. 한대(漢代)에 이르러 장량이 십이지를 이등분으로 나누어 24방위의 방위법을 만들었다.
- 나경 1층 8방
- 나경 2층 천간(10)
- 나경 3층 지지오행(X2)
- 나경 4층 지반정침(24방위)
- 나경 5층 천산72룡
- 나경 6층 이십팔수
- 나경 7층 투지60룡
- 나경 8층 천반봉침(24방위)
- 나경 9층 60갑자